# یان بیورکلوند
یان آرنه بیورکلوند (سوئدی: Jan Arne Björklund؛ زادهٔ ۱۸ آوریل ۱۹۶۲) سیاست‌مدار سوئدی حزب لیبرال‌ها است. او از سال ۲۰۰۶ نمایندهٔ شهرستان استکهلم در ریکسداگ و از سال ۲۰۰۷ رئیس حزب لیبرال‌ها بوده‌است. بیورکلوند از ۲۰۰۷ تا ۲۰۱۴ وزیر آموزش سوئد و ۲۰۱۰ تا ۲۰۱۴ معاون نخست‌وزیر این کشور بود.